# Дамяно Томази
Дамяно Томази (на италиански Damiano Tommasi) е италиански футболист, роден на 17 май 1974 в селцето Сан Вито ди Неграр, Провинция Верона, Венето който играе за английския Куинс Парк Рейнджърс.

## Състезателна кариера
Томази започва кариерата си в местния Верона, сътезаващ се в Серия Б и носи екипа му за периода от 1993 до 1996 година. Прави дебюта си в Серия А на 7 септември 1996 година с отбора на Рома, за победата с 3:1 над Пиаченца. С римските „вълци“ печели шампионската титла в Серия А и Суперкупата на Италия през 2001 година.
През лятото на 2004 г. по време на приятелски мач срещу Сток Сити, Томази претърпява тежка контузия в коляното, след сблъсък с Гари Тагарт, и отсъства от терена за дълго време.
На 18 юли 2006 г., след 10 годишен престой в Рим, Томази се присъединява към испанския Леванте, като подписва две годишен договор с отбора от Примера Дивисион. През сезон 2007 – 08 отборът му изпада в Сегунда Дивисион, и Томази е принуден да си търси ново поприще.
На 10 септември 2008 година, Дамяно Томази подписва договор за една година със състезаващия се в английската Чемпиъншип отбор на Куинс Парк Рейнджърс.

## Национален отбор
Дамяно Томази играе за младежкия национален отбор на Италия, спечелил Европейското първенство по футбол за младежи до 21 през 1996 г., както и на Олимпийските игри през 1996 в Атланта. Дебют за първия състав на „Скуадра адзура“ прави на 18 ноември 1998 срещу Испания, но не получава повиквателна до 2001 година. Взима участие във всичките четири срещи за състава на Италия на Световно първенство през 2002 година.

## Успехи
Рома
- Серия А – 2000 – 01
- Суперкупа на Италия – 2001